# Fekete-tenger-vidéki vakond
A fekete-tenger-vidéki vakond (Talpa levantis) az emlősök (Mammalia) osztályának Eulipotyphla rendjébe, ezen belül a vakondfélék (Talpidae) családjába tartozó faj.
A régebbi hagyományos rendszerbesorolások a rovarevők (Insectivora) rendjébe sorolták.

## Előfordulása
Nevének megfelelően a Fekete-tenger környékén él.